# Shila Amzah
Nur Shahila Amir Amzah, mer känd under sitt artistnamn Shila, född 13 augusti 1990 i Kuala Lumpur, är en malaysisk sångerska. 
Hon släppte sitt debutalbum Sha-hila år 2005 men hon blev inte ordentligt känd förrän 2008 då hon slutade på andra plats i den andra säsongen av talangtävlingen One in a Million i Malaysia. 
Efter det släppte hon ytterligare två soloalbum, Ost 5 Jingga och Bebaskan. 
År 2011 släppte hon albumet 3 Suara tillsammans med sångerskorna Jaclyn Victor och Ning Baizura.

## Diskografi

### Album
- 2000 - Terima Kasih Guru : ACE
- 2005 - Sha-Hila : EMI
- 2009 - Bebaskan : Monkey Bone Records
- 2011 - 3 Suara (med Jaclyn Victor och Ning Baizura) : Europhic Pte. Ltd.
- 2013 - Shila Amzah (EP) : Shila Amzah Entertainment Berhad
- 2016 - My Journey : Shilala (HK) Limited